# 圣热尔代
圣热尔代（法語：Saint-Jeure-d'Ay，法語發音：[sɛ̃ ʒœʁ dɛ]）是法国阿尔代什省的一个市镇，属于罗讷河畔图尔农区。

## 地理
圣热尔代（45°8'48"N, 4°42'22"E）面积6.9 平方千米，位于法国奥弗涅-罗讷-阿尔卑斯大区阿尔代什省，该省份为法国东南部内陆省份，北起顺时针与卢瓦尔省、伊泽尔省、德龙省、沃克吕兹省、加尔省、洛泽尔省和上盧瓦爾省接壤。
与圣热尔代接壤的市镇（或旧市镇、城区）包括：谢米纳、埃克拉桑、普雷欧、圣罗曼代、圣维克托。

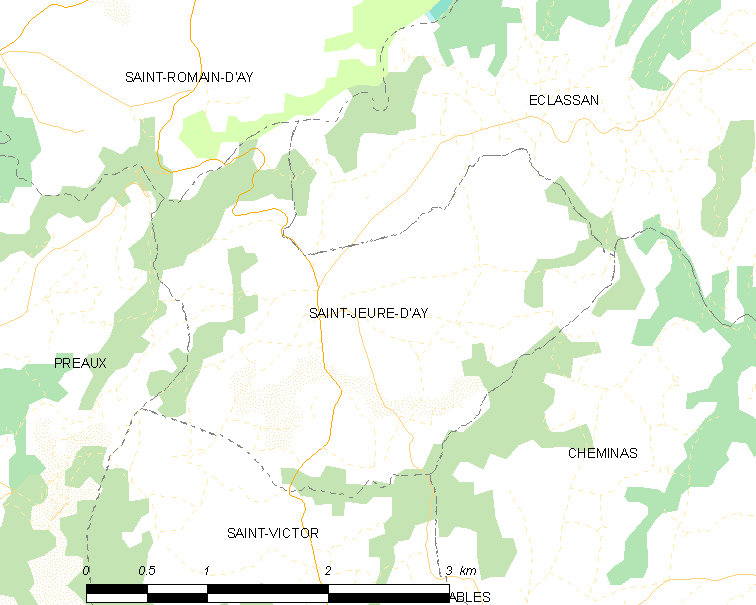
圣热尔代的OSM定位图

圣热尔代的时区为UTC+01:00、UTC+02:00（夏令时）。

## 行政
圣热尔代的邮政编码为07290，INSEE市镇编码为07250。

## 政治
圣热尔代所属的省级选区为上维瓦赖县。

## 人口

1962-2008年间圣热尔代人口变化图示

圣热尔代于2022年1月1日时的人口数量为497人。